# Ilova (ort i Kroatien, Moslavina, lat 45,45, long 16,87)
Ilova är en ort i Kroatien.   Den ligger i länet Moslavina, i den östra delen av landet, 80 km sydost om huvudstaden Zagreb. Ilova ligger 100 meter över havet och antalet invånare är 864.
Terrängen runt Ilova är platt. Runt Ilova är det ganska glesbefolkat, med 28 invånare per kvadratkilometer. Närmaste större samhälle är Kutina, 7,5 km väster om Ilova. I omgivningarna runt Ilova växer i huvudsak lövfällande lövskog.